# Hatarana (schip, 1917)
De Hatarana was een Brits stoomvrachtschip van 7.522 ton, dat tijdens de Tweede Wereldoorlog door een Duitse onderzeeboot tot zinken is gebracht.

## Geschiedenis
In augustus 1917 werd het schip onder de naam War Sailor tewatergelaten op de scheepswerf van Kawasaki Dockyard Co. Ltd, Kobe, Japan. In 1919 werd ze herdoopt als Hatarana voor de British India Steam Navigation Co. Ltd. Londen.

## Konvooi SL-118
In de Tweede Wereldoorlog werd de Hatarana ingedeeld bij konvooi SL-118 op 4 augustus 1942 in Freetown, Sierra Leone. Ze was voordien vertrokken vanuit Calcutta, India – Karachi, Pakistan – Kaapstad, Zuid-Afrika, naar Freetown. Van hieruit vertrok ze  met een algemene lading van 8.300 ton, naar Glasgow, Schotland, waar ze echter nooit zou aankomen.
De ondergang van de Hatarana vond plaats omstreeks 18.52 uur op 18 augustus 1942. De U-214 onder bevel van Günther Reeder, vuurde vier torpedo's af op konvooi SL-118. Tussen de scheepskolonne hoorde Reeder ontploffingen, die hij had genoteerd na 2 minuten 27 seconden, 3 minuten 10 seconden, 4 minuten 31 sec. en 4 minuten 37 sec. Hij hoorde drie vrachtschepen doormidden breken en zinken. Reeder beweerde dat de vier tot zinken gebrachte schepen samen zo'n 20.000 ton bedroegen. Inderdaad beschadigde een torpedo HMS Cheshire (F 18), werd de Hatarana tot zinken gebracht in positie 41°07’ Noord en 20°32’ West, en twee torpedo's brachten ook de Balingkar tot zinken.
De nog drijvende en slagzij makende Hatarana, met kapitein Parcival Arthur Clifton James als gezagvoerder, werd uiteindelijk door het scheepsgeschut van het korvet HMS Pentstemon (K 61) (Ltcdr. J. Byron), tot zinken gebracht, die ook 20 overlevenden oppikte en hen in Londonderry aan land bracht. De 88 overlevenden van de 98 bemanningsleden en tien artilleristen werden door de Corabella opgepikt.